# Aetas (folyóirat)
Az Aetas egy évente négy számmal megjelenő magyarországi történettudományi folyóirat.

## Ismertetése
Az Aeatas történettudományi folyóiratot 1985-ben alapították Szegeden, bár Aetas néven a Szegedi Tudományegyetem már 1973-tól jelentet meg tudományos folyóiratot. A folyóiratot az AETAS Könyv- és Lapkiadó Egyesület 1990 óta adja ki, szerkesztőgárdája elsősorban az egyetem Történeti Intézetének oktatóiból áll.
Évente négy tematikus száma jelenik meg, amelyek a magyar és az egyetemes történelem különböző időszakait és problémáit tárgyalják. A periodikában elsősorban történeti tárgyú (politika-, gazdaság-, társadalom-, kultúr- és eszmetörténet) tanulmányok, forráskiadások, kritikák, ismertetések, interjúk jelennek meg.

## Munkatársak[2]
- Deák Ágnes főszerkesztő
- Bencsik Péter szerkesztő
- Galamb György szerkesztő
- Hunyadi Zsolt szerkesztő
- †Koszta László szerkesztő
- Papp Sándor szerkesztő
- Pelyach István szerkesztő
- Szász Géza szerkesztő
- Tomka Béla szerkesztő
- Tóth Hajnalka szerkesztő
- †Tóth Szergej szerkesztő
- Vajda Zoltán szerkesztő
- Vukman Péter szerkesztő
- Wirt Letícia szerkesztőségi titkár